# Red Shirt (South Dakota)
Red Shirt is een gehucht in de Amerikaanse staat South Dakota. Het ligt in het uiterste noordwesten van Oglala Lakota County op een boogscheut van de Cheyenne, die de grens vormt met Custer County. Het gehucht ligt deels onderaan de Red Shirt Table en deels boven op de tafelberg. Ten oosten ervan ligt het Badlands National Park.
In 2009 stonden er zo'n 23 woningen. Er is een schooltje. Red Shirt valt onder het Pine Ridge Indian Reservation. 
De BIA Highway 41 doorkruist Red Shirt. Ze leidt naar Oglala in het zuiden. Over de Cheyenne noordwaarts wordt het South Dakota Highway 40, die richting Rapid City voert. Tot in de jaren 90 liep de weg over de Red Shirt Bridge, ingeschreven op het National Register of Historic Places, tot ze werd rechtgetrokken.

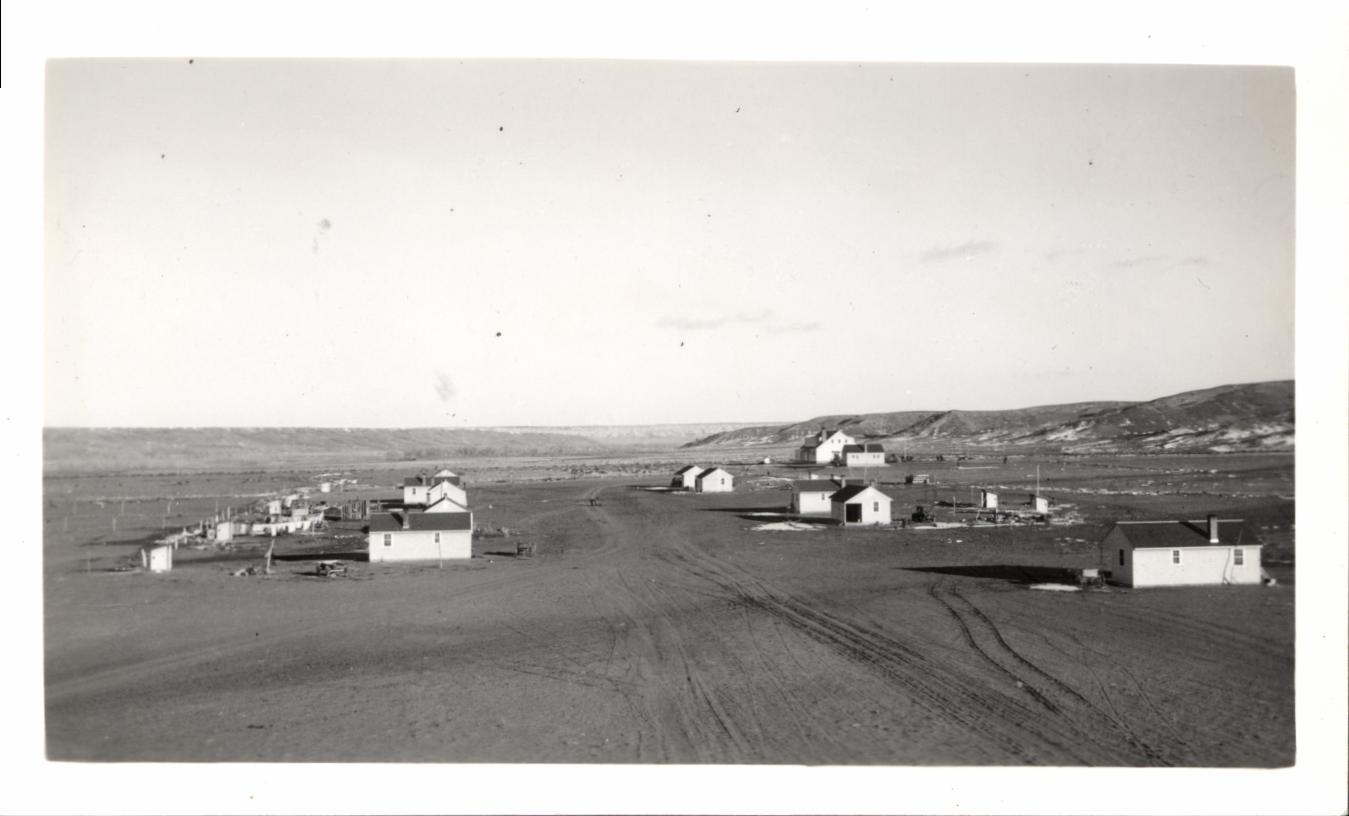
Red Shirt in de jaren 1940